# Luis Montoya
Luis Montoya Ortiz (Cuautitlán; 9 de mayo de 1951) es un exfutbolista mexicano que jugaba de delantero.

## Trayectoria
En 1968 recibió su contrato profesional con el Club Necaxa de la Segunda División Mexicana. Para la temporada 1972-73, se mudó al CF Monterrey, donde estuvo bajo contrato hasta su retiro en 1978.

## Selección nacional
Inmediatamente después de pasar a los Rayados,  fue convocado por primera vez a la selección mexicana de fútbol y en 1971 disputó dos partidos internacionales contra Grecia (1-1) y Alemania Democrática (0-1). Celebró su salida de la selección en la victoria por 2-1 contra Perú el 24 de mayo de 1977, aquella fue su única victoria con la camiseta nacional.

### Participaciones en fases clasificatorias
| Clasif.              | Sede   | Resultado   | Part. | Goles |
| -------------------- | ------ | ----------- | ----- | ----- |
| Clasif. Mundial 1978 | Varias | Clasificado | 1     | 0     |

## Clubes
| Club             | País   | Año       |
| ---------------- | ------ | --------- |
| Necaxa           | México | 1968-1971 |
| Atlético Español | México | 1971-1972 |
| Monterrey        | México | 1972-1978 |